# Amiro
Amiro (in greco antico: Ἄμυρος?, Ámyros) era una polis dell'antica Grecia; il nome è anche utilizzato per indicare un fiume della Tessaglia, nel distretto di Magnesia.

## Storia
In un frammento di Esiodo si legge «Amiro delle molte uve» ubicata nella pianura di Dotio, vicino al monte Dídima.
Nel Periplo di Scilace si cita la città di Μύραι, il cui toponimo è probabilmente storpiatura di Amiro, ed è ubicata in Magnesia, nella zona in cui si trovano Melibea, Rizunte, Erimna e Miras.
In un'iscrizione trovata in una tomba di Castanea si rende omaggio agli abitanti di Amiro morti in battaglia.
Polibio menziona la pianura di Amirico come il luogo da cui giungevano frequentemente le incursioni degli Etoli, che all'epoca di Filippo V di Macedonia dominavano la città di Tebe di Ftiotide.
Apollonio di Rodi e Gaio Valerio Flacco, d'altra parte, nella loro descrizione della leggendaria spedizione degli argonauti, usano il toponimo Amiro per riferirsi ad un fiume della Magnesia che sfociava in mare nei pressi della città di Erimna.
Si dice che Amiro fosse ubicata nei pressi dell'attuale Castri.